# 艾琳 (南达科他州)
艾琳（英語：Irene），是美国南达科他州下属的一座城市。根据2010年美国人口普查，该市有人口423人。论人口在本州排行第134。